# Conus suratensis
Espèce
Statut de conservation UICN

 LC  : Préoccupation mineure
Conus suratensis est une espèce de mollusques gastéropodes marins de la famille des Conidae.
Comme toutes les espèces du genre Conus, ces escargots sont prédateurs et venimeux. Ils sont capables de « piquer » les humains et doivent donc être manipulés avec précaution, voire pas du tout.

## Description
La taille de la coquille varie entre 40 mm et 161 mm.
La couleur de la coquille est jaune ou orange-brun, avec des séries tournantes de nombreuses taches, et de courtes lignes de chocolat sur d'étroites bandes blanches. Les lignes de croissance plus rugueuses font qu'elles sont plutôt régulièrement interrompues, de sorte qu'elles forment des séries tant longitudinales que tournantes. La spire est rayonnée de chocolat. La base de la coquille est fortement rainurée. .

## Distribution
Cette espèce marine est présente dans l'Indo-Pacifique au large des îles Andaman et Nicobar, dans la mer d'Andaman, au large du Bangladesh, dans le golfe du Bengale, au large de l'Inde orientale, au large de l'Indo-Malaisie, au large de Madagascar, au large de Myanmar (Birmanie), au large des îles Salomon, au large du Sri Lanka, au large de la Thaïlande et au large de l'Australie (Queensland).

### Niveau de risque d’extinction de l’espèce
Selon l'analyse de l'UICN réalisée en 2011 pour la définition du niveau de risque d'extinction, cette espèce est présente depuis les côtes de l'Inde et du Sri Lanka jusqu'aux Philippines, à la Papouasie-Nouvelle-Guinée, aux îles Salomon et au sud jusqu'au nord de l'Australie. Elle est très commune dans les eaux peu profondes. Il n'y a pas de menaces majeures connues pour cette espèce. Nous l'avons inscrite dans la catégorie " préoccupation mineure ".

## Taxonomie

### Publication originale
L'espèce Conus suratensis a été décrite pour la première fois en 1792 par le conchyliologiste danois Christian Hee Hwass dans « Encyclopédie méthodique ou par ordre de matières Histoire naturelle des vers - volume 1 » écrite par le naturaliste français Jean-Guillaume Bruguière (1750-1798),.

### Synonymes
- Conus (Dendroconus) suratensis Hwass in Bruguière, 1792 · appellation alternative
- Dendroconus suratensis (Hwass, 1792) · non accepté